# Vitbukig bergsjuvel
Vitbukig bergsjuvel (Lampornis hemileucus) är en fågel i familjen kolibrier.

## Utbredning och systematik
Fågeln förekommer i Centralamerika från Costa Rica till västra Panama. Den behandlas som monotypisk, det vill säga att den inte delas in i några underarter.

## Status
IUCN kategoriserar arten som livskraftig.